# Грудем, Уэйн
Уэ́йн А. Гру́дем (англ. Wayne A. Grudem; род. 11 февраля 1948, Чиппева-Фолс, Висконсин, США) — американский евангелический теолог и писатель. Сооснователь и бывший президент Совета библейской мужественности и женственности и главный редактор ESV Study Bible (2005—2008). Президент Евангелического теологического общества (1999).

## Биография
Родился 11 февраля 1948 года в Джим-Фоллс, штат Висконсин. В детстве посещал Первую баптистскую церковь в О-Клэр, штат Висконсин.
Получил бакалавра гуманитарных наук по экономике в Гарвардском университете, мастера богословия и доктора богословия в Вестминстерской теологической семинарии, и доктора философии по новозаветным исследованиям в Кембриджском университете.
В 2001 году стал профессором-исследователем в области теологии и библеистики в Фениксской семинарии, а до этого более 20 лет являлся профессором и заведующим кафедрой библеистики и систематического богословия в Троицкой евангелической богословской школе.
Был членом комитета по надзору за переводом English Standard Version редакции Библии, а в 2005—2008 годах являлся главным редактором ESV Study Bible, содержащей 2,1 миллиона слов, которая в 2009 году была признана Ассоциацией евангельско-христианских издательств «Христианской книгой года» (англ. 2009 Christian Book of the Year).

## Научная деятельность
Является автором многих книг, включая бестселлер «Систематическое богословие: ведение в библейское учение», в которой отстаивается кальвинистская сотериология, богодухновенность и безошибочность Библии, крещение верующих, форма правления множественного числа старейшин и комплементарный взгляд на гендерные отношениях. Грудем придерживается нецессационистских харизматических взглядов и одно время являлся решительным сторонником Ассоциации церквей виноградника, а также находится в числе главных защитников идеи объединения харизматических, реформатских и евангелических церквей.
В своём теологическом подходе, который он изложил в «Систематическом богословии» и «Христианской этике», Грудем стремится охватить все темы, о которых говорит и может сказать Библия, рассматривая задачу объединения стихов и отрывков из Библии по аналогии с «головоломкой». Тем не менее, подобный подход критиковался экуменическим лютеранским теологом Карлом Баатеном, который утверждал, что Грудем «нагромождает библейские текстуальные подтверждения без учёта критических исследований», полностью не принимает во внимание традиции протестантской теологии сложившиеся в эпоху после Просвещения, а также что он стремится «восстановить только консервативные истолкования библейского вероучения, почти исключительно из реформатского наследия» и поэтому «его подход подчинён фундаменталистскому представлению о том, что библейский канон и его толкование могут быть отделены от сообщества, которое первым определило каноничность».
Грудем является сооснователем и бывшим президентом Совета библейской мужественности и женственности. Совместно с теологом Джоном Пайпером является редактором и одним из авторов сборника «Восстановление библейской мужественности и женственности: ответ евангелическому феминизму», которую журнал Christianity Today в 1992 году назвал «Книгой года».
Свои исследования посвящённые гендерной тематике Грудем обобщил в монографии Evangelical Feminism and Biblical Truth: an Analysis of over 100 Disputed Questions.

## Научные труды

### Монографии
- Grudem W. The Gift of Prophecy in 1 Corinthians. — Washington, DC : University Press of America, 1982. — ISBN 978-0-81912083-0.
- Grudem W. The Gift of Prophecy in the New Testament and Today. — Westchester, IL : Crossway Books[англ.], 1988. — ISBN 978-0-89107495-3.
- Grudem W. 1 Peter: an introduction and commentary. — Downers Grove, IL : InterVarsity Press[англ.], 1988. — Vol. 17. — ISBN 978-0-83082996-5.
- Grudem W. Systematic Theology: An Introduction to Biblical Doctrine[англ.]. — Leicester, England & Grand Rapids, MI : InterVarsity Press[англ.] & Zondervan[англ.], 1994. — ISBN 978-0-95840603-1.
- Grudem W. Bible Doctrine: essential teachings of the Christian faith / Jeff Purswell. — Grand Rapids, MI : Zondervan[англ.], 1999. — ISBN 978-0-31022233-0.  Condensed version of Systematic Theology
- Grudem W., Poythress V. S. The Gender-Neutral Bible Controversy: muting the masculinity of God's words. — Nashville, TN : Broadman & Holman[англ.], 2000. — ISBN 978-0-80542441-6.
- Grudem W. Business for the Glory of God: The Bible's Teaching on the Moral Goodness of Business. — Wheaton, IL : Crossway Books[англ.], 2003. — ISBN 978-1-58134517-9.
- Grudem W. Evangelical Feminism and Biblical Truth: an analysis of more than one hundred disputed questions. — Sisters, OR : Multnomah Publishers, 2004. — ISBN 978-1-57673840-5..  Second edition Crossway, 2012.
- Grudem W., Poythress V. S. The TNIV and the Gender-Neutral Bible Controversy. — Nashville, TN : Broadman & Holman[англ.], 2004. — ISBN 978-0-80543193-3.
- Grudem W., Grudem E. Christian Beliefs: twenty basics every Christian should know. — Grand Rapids, MI : Zondervan[англ.], 2005. — ISBN 978-0-31025599-4.  Revised and condensed edition of Bible Doctrine.
- Grudem W., Thacker J. Why Is My Choice of a Bible Translation So Important?. — The Council on Biblical Manhood and Womanhood[англ.], 2005. — ISBN 978-0-97739680-1.
- Grudem W. Evangelical Feminism: A New Path to Liberalism?. — Wheaton, IL : Crossway Books[англ.], 2006. — ISBN 978-1-58134734-0.
- Grudem W. Politics According to the Bible: a comprehensive resource for understanding modern political issues in light of Scripture. — Grand Rapids, MI : Zondervan[англ.], 2010. — ISBN 978-0-31033029-5.
- Grudem W. Countering the Claims of Evangelical Feminism: Over 40 Biblical Responses. — Crown Publishing[англ.], 2010. — ISBN 978-0-30756215-9.
- Grudem W. Voting as a Christian: The Economic and Foreign Policy Issues. — Grand Rapids, MI : Zondervan[англ.], 2012. — ISBN 978-0-31049603-8.  Condensed extract from Politics — According to the Bible.
- Grudem W. Voting as a Christian: The Social Issues. — Grand Rapids, MI : Zondervan[англ.], 2012. — ISBN 978-0-310-49602-1.  Condensed extract from Politics — According to the Bible
- Grudem W., Asmus B. The Poverty of Nations: a Sustainable Solution. — Wheaton, IL : Crossway Books[англ.], 2013. — ISBN 978-1-43353911-4.
- Grudem W. "Free Grace" Theology: 5 Ways It Diminishes the Gospel. — Wheaton, IL : Crossway Books, 2016. — ISBN 978-1-4335-5114-7.
- Grudem W., Piper J. Fifty Crucial Questions: An Overview of Central Concerns About Manhood and Womanhood. — Wheaton, IL : Crossway Books[англ.], 2016. — ISBN 978-1-43355184-0.
- Grudem W., Moreland J. P., Meyer S. C., Shaw C., Gauger A. K. Theistic Evolution: A Scientific, Philosophical, and Theological Critique. — Wheaton, IL : Crossway Books[англ.], 2017. — ISBN 978-1-43355286-1.
- Grudem W. Christian Ethics: An Introduction to Biblical Moral Reasoning. — Wheaton, IL : Crossway Books[англ.], 2018. — ISBN 978-1-43354965-6.

### Научная редакция
- Recovering Biblical Manhood and Womanhood: A Response to Evangelical Feminism / Wayne Grudem, John Piper. — Wheaton, IL : Crossway Books[англ.], 1991. — ISBN 9780891075868.
- Are Miraculous Gifts for Today?: four views / Wayne Grudem. — Grand Rapids, MI : Zondervan[англ.], 1996. — ISBN 9780310201557.
- Pastoral Leadership for Manhood and Womanhood / Wayne Grudem, Dennis Rainey. — Wheaton, IL : Crossway Books[англ.], 2003. — Vol. 4. — ISBN 9781433516313.
- Understanding Scripture: an overview of the Bible's origin, reliability, and meaning / Wayne Grudem, C. John Collins[англ.], Thomas R. Schreiner[англ.]. — Wheaton, IL : Crossway Books[англ.], 2012. — ISBN 9781433529993.
- Understanding the big picture of the Bible : a guide to reading the Bible well / Wayne Grudem, C. John Collins[англ.], Thomas R. Schreiner[англ.]. — Wheaton, IL : Crossway Books[англ.], 2012. — ISBN 9781433531620.

### Статьи
- Grudem W. Does kephalē ('head') mean 'source' or 'authority over' in Greek literature? - a survey of 2,336 examples // The Role Relationship of Men and Women: New Testament teaching / George W. Knight III[англ.]. — Chicago, IL : Moody Press[англ.], 1985. — ISBN 9780802473691.
- Grudem W. Biblical Evidence for the Eternal Submission of the Son to the Father // The New Evangelical Subordinationism? Perspectives on the Equality of God the Father and God the Son / Dennis W. Jowers, H. Wayne House. — 2012. — P. 223–261. — ISBN 978-1-60899-852-4.
- Grudem W. The English Standard Version (ESV) // Which Bible Translation Should I Use?: A Comparison of 4 Major Recent Versions / Andreas J. Köstenberger[англ.], David A. Croteau. — Nashville, TN : B&H Publishing Group, 2012. — ISBN 9781433676468.

### Издания на русском языке
- Грудем У. Систематическое богословие: ведение в библейское учение[англ.] / пер. с англ. — СПб.: Мирт, 2004. — 1453 с. ISBN 5-88869-160-7
- Грудем У. Систематическое богословие: ведение в библейское учение[англ.] / пер. с англ. — 2-е изд. — СПб.: Мирт, 2010. — 1453 с. ISBN 978-5-88869-243-1
- Грудем У. Бог в трёх лицах: Троица: как Бог может быть тремя личностями и при этом одним Богом? / пер. с англ. — СПб.: Мирт, 2011. — 62 с. ISBN 978-5-88869-273-8
- Дориани Д., Грудем У., Хеймбах Д. Р., Хоув Р. У., Джонс П., Пайпер Д., Уэр Б. А.[англ.] Библейские основания для мужчин и женщин. — West Sacramento: «Grace Publishing International», 2011 — 399 с. ISBN 978-1-933508-57-3, ISBN 1-933508-57-4